# Charles/MGH (MBTA-Station)
Charles/MGH ist der Name einer U-Bahn-Station der Massachusetts Bay Transportation Authority (MBTA) auf der Grenze der Bostoner Stadtteile West End und Beacon Hill im Bundesstaat Massachusetts der Vereinigten Staaten. Sie liegt an der namensgebenden Charles Street gegenüber dem Massachusetts General Hospital (MGH) am Bostoner Ende der Longfellow Bridge und bietet Zugang zur Linie Red Line.

## Geschichte
Die Station Charles/MGH wurde am 27. Februar 1932 eröffnet. 2007 folgte eine Renovierung, in deren Verlauf ein neues Zugangsgebäude mit Rolltreppen und Aufzügen errichtet wurde, so dass die Station seit der Neueröffnung am 17. Februar 2007 vollständig barrierefrei zugänglich ist.

## Bahnanlagen

### Gleis-, Signal- und Sicherungsanlagen
Der U-Bahnhof verfügt über zwei Gleise, die über zwei Seitenbahnsteige zugänglich sind.

### Gebäude
Der U-Bahnhof befindet sich am Charles Circle an der Kreuzung von Cambridge Street und Charles Street. Er ist vollständig barrierefrei zugänglich. Die Station ist nach dem Abriss der Atlantic Avenue Elevated, Charlestown Elevated, Washington Street Elevated und Causeway Elevated neben Beachmont, Science Park, Malden Center, Wollaston und Fields Corner eine der wenigen verbliebenen aufgeständerten Bahnhöfe im Netz der MBTA.

## Umfeld
Die Station ist eine der wenigen im MBTA-Netz, die keine Anschlussverbindungen an Buslinien bietet.
In unmittelbarer Umgebung des U-Bahnhofs befinden sich das ehemalige Gefängnis und heutige Luxushotel Charles Street Jail, das Krankenhaus Massachusetts Eye and Ear Infirmary sowie das Massachusetts General Hospital. Ebenfalls in der Nähe führt die Longfellow Bridge über den Charles River, darüber hinaus verläuft der Charles River Bike Path in einiger Entfernung an der Station vorbei.

## Sonstiges
Die alte Station kommt in vielen Episoden der Fernsehserie Cheers vor.